# Londres (roman)
Cet article concerne un roman d'Edward Rutherfurd. Pour celui de Louis-Ferdinand Céline, voir Londres (Céline).
Pour les articles homonymes, voir Londres (homonymie).
Londres (sous-titré Le roman) est une fiction historique d'Edward Rutherfurd, publiée en mai 1997, chez Hutchinson (en), puis aux éditions Robert Laffont pour la version française.

## Résumé
Le roman retrace l'histoire de Londinium  à Londres, sur une période de 2 000 ans, de l'an 54 av. J.-C. à 1997. Le roman commence avec la naissance de la Tamise et se poursuit jusqu'en 54 av. J.-C., détaillant la vie de Segovax, un curieux personnage aux mains légèrement palmées et aux cheveux blancs. Segovax devient l'ancêtre des familles Ducket et Dogget, des familles fictives importantes tissées dans le roman. Des personnages historiques, tels que Jules César, Geoffrey Chaucer, William Shakespeare et Pocahontas, font leur apparition aux côtés de personnages fictifs et de rois et reines historiques d'Angleterre. 

## Éditions
- Londres, Le roman : Éditions Presses de la Cité, 1997  (ISBN 2-258-00103-X).

## Source de la traduction
- (en) Cet article est partiellement ou en totalité issu de l’article de Wikipédia en anglais intitulé « London (novel) » (voir la liste des auteurs).